# Sequestrador de ácidos biliares
Sequestradores de ácidos biliares são resinas usadas no tratamento da hipercolesterolemia e na prevenção da aterosclerose.

## Farmacologia
Essas resinas ligam-se aos ácidos biliares no intestino e impedem sua reabsorção. Como esses ácidos são sintetizados pelo fígado a partir de colesterol, este é gasto. Ademais, a absorção de lipídios da dieta é diminuída, por ser feita junto com a dos ácidos biliares.

## Efeitos
Diminuem os níveis sanguíneos de colesterol e a aterosclerose.

### Efeitos adversos
- Flatulência
- Diarreia
- Náuseas
- Diminuem a absorção das vitaminas solúveis em lipídio e de alguns outros fármacos.

## Usos clínicos
- Juntamente com estatinas no controlo da hipercolesterolemia.
- Quando estatinas não podem ser utilizadas.
- Problemas biliares como obstrução parcial biliar.

## Fármacos mais importantes
- Colestipol
- Colestiramina